# Baar (Eifel)

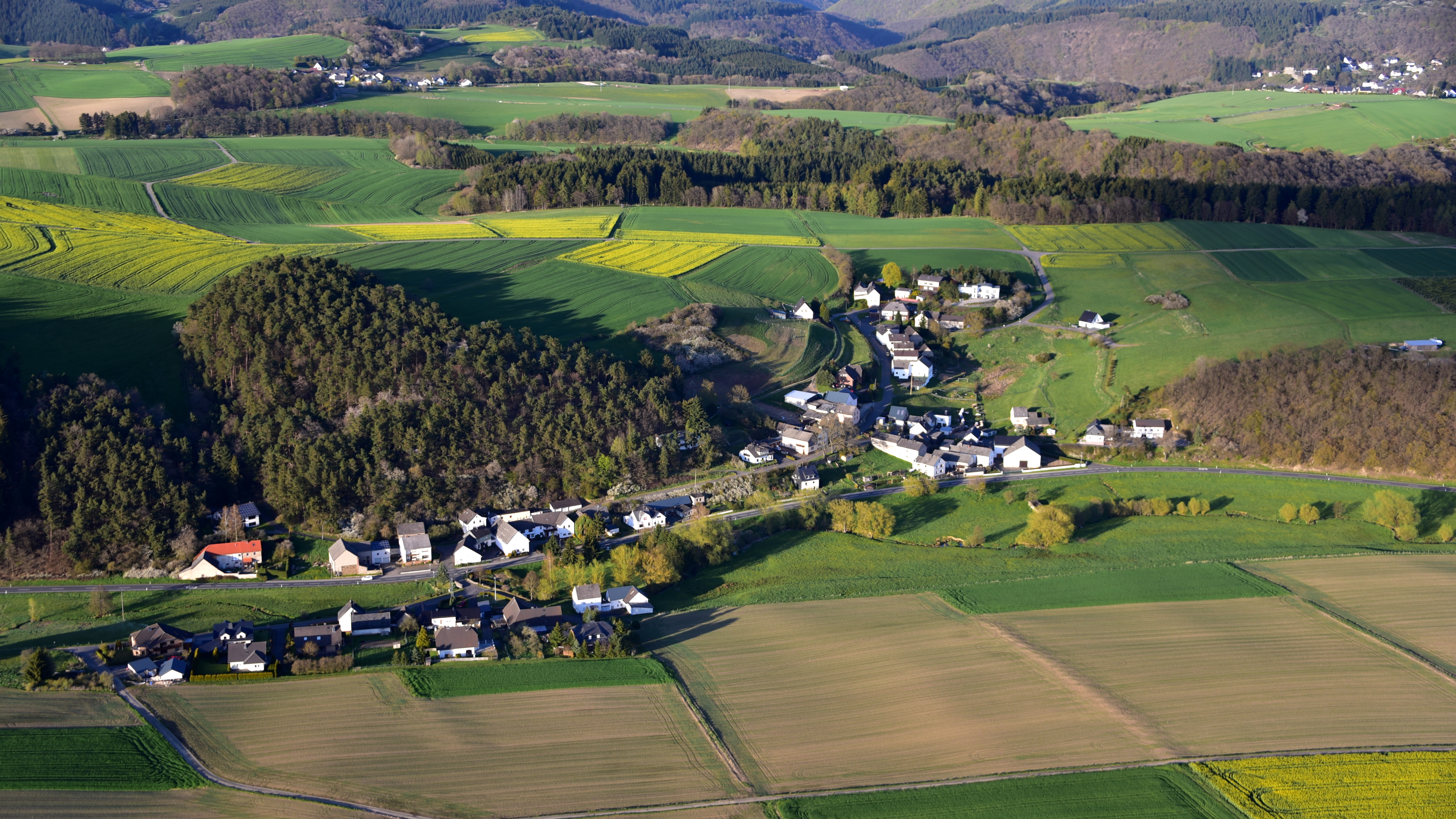
Niederbaar, Luftaufnahme (2016)

Baar ist eine Ortsgemeinde im Landkreis Mayen-Koblenz in Rheinland-Pfalz. Sie gehört der Verbandsgemeinde Vordereifel an, die ihren Verwaltungssitz in Mayen hat.

## Geographie
Baar liegt in der Nähe des Nürburgrings. Der höchste Punkt der Gemeinde ist der 652,1 Meter hohe Reuterberg.
Ortsteile sind Engeln, Freilingen, Niederbaar, Oberbaar, Büchel, Mittelbaar und Wanderath.

## Geschichte
Bis Ende des 18. Jahrhunderts gehörten die heute zur Gemeinde Baar gehörenden Ortschaften zur Grafschaft Virneburg.

## Politik

### Gemeinderat
Der Gemeinderat in Baar besteht aus zwölf Ratsmitgliedern, die bei der Kommunalwahl am 9. Juni 2024 in einer Mehrheitswahl gewählt wurden, und dem ehrenamtlichen Ortsbürgermeister als Vorsitzendem.

### Bürgermeister
Erwin Augel wurde am 21. Oktober 2021 Ortsbürgermeister von Baar. Bei der Direktwahl an 26. September 2021 war er mit einem Stimmenanteil von 62,8 % gewählt worden. Bei der Direktwahl am 9. Juni 2024 wurde Augel ohne Gegenkandidat mit 87,6 % in seinem Amt bestätigt.
Augels Vorgänger Heribert Hänzgen hatte das Amt im Januar 2021 aus gesundheitlichen Gründen nach 22 Jahren Amtszeit niedergelegt. Zuletzt bei der Direktwahl am 26. Mai 2019 war er in seinem Amt bestätigt worden.

### Wappen
| Wappen von Baar | Blasonierung: „Gespalten von Gold und Silber durch eine eingebogene rote Spitze, darin fächerförmig sieben goldene Ähren, rechts eine rote Raute, links ein schwebendes rotes Kreuz.“ |
| Wappen von Baar | |

## Bergbau
Im Ortsteil Freilingen wurde nach Blei geschürft. Die Grube Bendisberg lieferte aber nur geringwertige Erze, deren Aufarbeitung aufwändig und teuer war. Der Abbau lohnte daher nur vorübergehend.

## Bauwerke

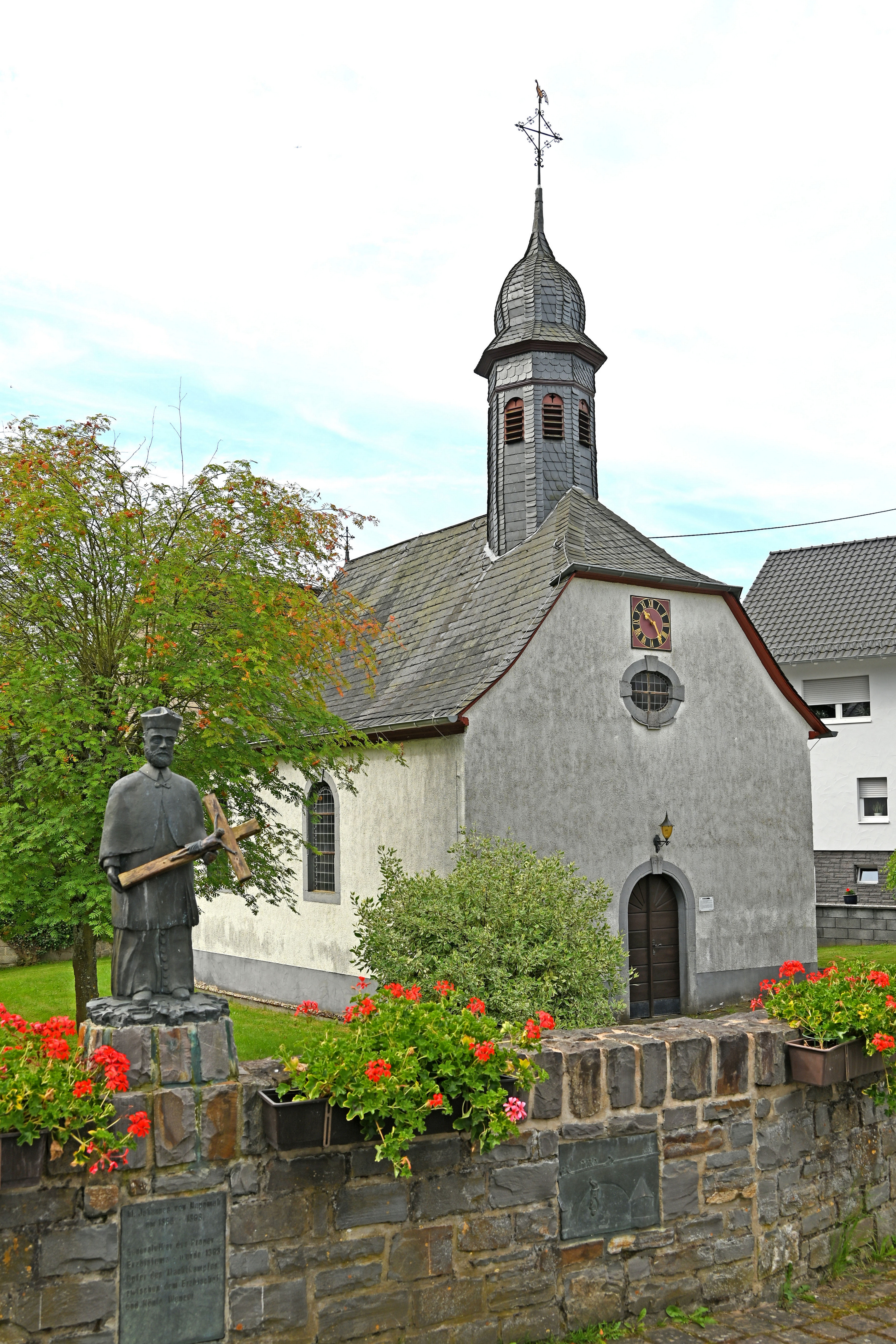
Kapelle St. Donatus in Oberbaar

Die Pfarrkirche Sankt Valerius steht im Ortsteil Wanderath. Der Ursprungsbau stammt aus dem 13. Jahrhundert der Erweiterungen und Veränderungen Anfang des 15. Jahrhunderts, neugotische Erweiterung 1896 bis 1897 nach den Plänen des Architekten Lambert von Fisenne und 1921 bis 1922 nach den Plänen des Diözesanbaumeisters Heinrich Renard erfuhr.
Die Kapelle im Ortsteil Oberbaar wurde 1773 erbaut und ist dem heiligen Donatus geweiht. Die barocke Einrichtung stammt aus der Zeit der Erbauung.

## Sonstiges
Im Jahr 2019 erlangte der Ortsteil Wanderath durch die Sendung Team Wallraff überregionale Aufmerksamkeit. In einer Jugendhilfe-Einrichtung in dem kleinen Eifeldorf sollen Betreuer Jugendliche und junge Erwachsene körperlich misshandelt sowie durch Einsatz von Isolationshaft gefoltert haben. Nach Ausstrahlung der Sendung nahm die Staatsanwaltschaft Koblenz Ermittlungen auf, die Heimaufsicht schloss das Heim nach einer Prüfung.